# Oʻtkir Sultonov
 (juin 2023).
Si vous disposez d'ouvrages ou d'articles de référence ou si vous connaissez des sites web de qualité traitant du thème abordé ici, merci de compléter l'article en donnant les références utiles à sa vérifiabilité et en les liant à la section « Notes et références ».
Oʻtkir Toʻxtamurodovich Sultonov (en ouzbek Oʻtkir Toʻxtamurodovich Sultonov ; en russe : Уткир Тухтамурадович Султанов, Outkir Toukhtamouradovitch Soultanov), né le 14 juillet 1939 à Tachkent (RSS d'Ouzbékistan, URSS) et mort le 29 novembre 2015 dans la même ville, est un homme d'État ouzbek,,.

## Biographie
Premier ministre de la République d’Ouzbékistan du 21 décembre 1995 au 11 décembre 2003. Il a ensuite occupé le poste de vice-Premier ministre, responsable des secteurs énergétique, de chimie, métallurgie et machinerie.
Il a été limogé de son poste par le président Islom Karimov devant la crise de l'agriculture et la montée du chômage. Il a été remplacé à son poste par Shavkat Mirziyoyev.